# La elegancia del erizo
La elegancia del erizo (en francés L'Élégance du hérisson) es la segunda novela de la escritora Muriel Barbery. Fue publicada en 2006 por la editorial Gallimard, convirtiéndose en el éxito de la temporada con más de un millón de ejemplares vendidos y 30 semanas en el número 1 de las ventas. Gracias a este éxito, le fue otorgado el Premio de las Librerías (Prix des Libraires) francesas en el 2007.

## Trama
El libro narra la historia de Renée (también conocida como señora Michel). Una mujer que oficia de portera del Nº 7 de la calle Grenelle. Bajo una apariencia simplona e inculta, Renée esconde algunos secretos, como leer libros de filosofía, (aunque prefiere las grandes novelas de la literatura rusa de principios del siglo XX). En el mismo edificio vive Paloma, una niña de doce años dotada de una inteligencia extraordinaria que rechaza el mundo de los adultos hasta el punto de querer suicidarse el 16 de junio, día de su 13° cumpleaños. A lo largo del libro son las propias Renée y Paloma las que van contando sus respectivas historias hasta el final del libro.

## Personajes
Renée Michel: Portera,  cincuenta y cuatro años, desde hace 27 años trabaja en el n.º 7 de la calle Grenelle; viuda, tiene un gato llamado León -por León Tolstói-. Le gusta la música clásica, en particular Gustav Mahler. Como encuentra que la vida es una vulgaridad, a partir de la aparición de las cintas de VHS y luego de los DVD, ve habitualmente Muerte en Venecia. Lee filosofía. Fue la hija de un don nadie, sin belleza ni encanto, sin pasado ni ambición, sin don de gentes, sin esplendor. En su infancia fue una niña apática y casi minusválida, tan cargada de espaldas que casi parecía jorobada. A los 12 años dejó el colegio para trabajar en casa y en el campo con sus padres y sus hermanos. A los 17 se casó con Lucien. Se describe como una mujer de espalda encorvada, la cintura ancha, las piernas cortas, los pies torcidos, el vello abundante, los rasgos toscos, sin gracia ni contornos. Viene de un pueblito de Puteaux.
Paloma dice de ella:

"tiene la elegancia del erizo: por fuera está cubierta de púas, una verdadera fortaleza, pero intuyo que, por dentro, tiene el mismo refinamiento sencillo de los erizos, que son animalillos falsamente indolentes, tremendamente solitarios y terriblemente elegantes."

Para el señor Ozu, la señora Michel será una princesa clandestina y erudita.
Paloma Josse: Hija menor de los Josse. Vive en la quinta planta del N.º 7 de la calle Grenelle, en un piso de ricos; tiene 12 años y el día que cumpla los trece (16 de junio) ha decidido suicidarse. Es superdotada y mantiene la teoría de que la vida es una farsa y que como si de una pecera se tratara, “La gente cree ansiar y perseguir estrellas, pero termina como peces de colores en una pecera". Está en octavo y tiene un amor especial por Japón y su cultura: entiende el seppuku, lee manga japonés donde espera más adelante, cuando domine el idioma leer a Jirō Taniguchi y gusta de los poemas al estilo haikú. Su teoría es que la lucidez hace más amargo el éxito y la mediocridad alberga siempre una cierta esperanza. Señala que lo importante no es morir, ni a la edad que se muere, sino lo que uno está haciendo en el momento de su muerte, idea que cobra una fuerza fundamental al final de la novela. En el caso de Paloma, lo importante en el momento de su muerte es escribir ideas profundas.
Colombe Josse: Hija mayor de los Josse. Estudia filosofía en la École Normale Supérieure y está haciendo un máster sobre Guillermo de Ockam. Según Paloma por mucho que estudie en una de las universidades más prestigiosas de Francia, todavía cree en Papa Noel, porque es totalmente pueril. Colombe es un cero a la izquierda, señala.
Para Colombe "la señora Renée es un desecho humano, para ella cualquiera que no corresponda a norma cultural es un desecho humano y la norma cultural de Colombe es el poder social, aderezado con la moda de la marca agnès b.” 
Solange Josse: La madre, tiene 45 años, es doctora en letras, se pasa la mayor parte del tiempo dando la “tabarra” sobre referencias literarias. Según Paloma su doctorado le ha servido para escribir las invitaciones sin faltas de ortografía. Desde hace diez años visita a su psicoanalista el doctor Theid y es adicta a los somníferos.
El señor Josse: El padre. No se menciona su nombre, es diputado socialista exministro y probablemente llegue a ser Presidente de la Asamblea Nacional.
Manuela Lopes: Portuguesa, nacida en Faro, trabaja como asistenta (limpiadora por horas) para los Arthens y los Brooglie; lo hará también, más adelante, para el señor Ozu. Es amiga de Renée y baja habitualmente a la portería donde, bebiendo té, ha hecho amistad con la portera, jamás se han tuteado. Tiene unos ademanes muy aristocráticos.
Kakuro Ozu: Es un señor de unos sesenta años, muy presentable y muy japonés, bajito, delgado, con un rostro lleno de arrugas, pero de expresión clara. Toda su persona irradia amabilidad. Tras la muerte de Pierre Arthens, será el nuevo propietario de la cuarta planta. Es jubilado, un hombre muy rico y tiene un asistente llamado Paul N’Guyen.

Personajes secundarios:
Lucien: Difunto marido de Renée. Murió –según relata la señora Michel- de cáncer. Hombre bajito y enjuto como la cepa de un olmo; no tenía obstante una expresión agradable. No bebía, no fumaba, no mascaba tabaco y no apostaba. Pese a ser inculto abordaba todas las cosas con ese ingenio que en los trabajos manuales distingue a los laboriosos de los artistas.
Tibère: Es el novio de Colombe. Estudia matemáticas en la École Normale Supérieure. Su padre es productor de cine y su madre tiene una galería de arte en los muelles del Sena.
Los Broglie: Viven en la primera planta. La señora Bernardette de Broglie es la esposa del consejero de Estado, un hombre tan conservador que no saluda a los divorciados,  fue ministro en los tiempos de Valéry Giscard d'Estaing.
Olimpia Saint-Nice: Tiene 19 años y es la hija del diplomático del tercero, y quiere ser veterinaria.
Diane Badoise: Hija de un abogado, estudia Derecho en la Universidad de París II, es la dueña de Neptune, es una rubia anoréxica que lleva impermeables Burberrys. Los Badoise viven en la tercera planta.
Pierre Arthens: Crítico gastronómico, vive en la cuarta planta. Según Renée es un oligarca de la peor especie. Al morir de un ataque cardíaco,  la familia decide vender el piso y el nuevo propietario será otro de los personajes importantes, el señor Kakuro Ozu.
Clémence Arthens:  Es la hija mayor de los Arthens, una encarnación de la frustración, una meapilas consagrada en cuerpo y alma dedicada a dar la tabarra a su marido y a sus hijos hasta el final de sus tristes días salpicados de misas, de reuniones parroquiales y bordados de punto de cruz, según la señora Renée.
Laura Arthens: Es la segunda hija de Pierre, según la señora Renée, es una chica que no visita a sus padres a menudo.
Jean Arthens: Es un drogadicto que se está convirtiendo en un desecho humano. Según Renée: De pequeño era un niño muy guapo de ojos resplandecientes que siempre iba detrás de su padre como un perrillo.
Los Grelier: Bernard, mozo de tareas varias y Violette, su mujer,  gobernanta de los Arthens.  Ella soberana de un reino de sirvientes. Tiene por el pueblo llano el mismo desprecio que los grandes burgueses de sus jefes. Parlotea todo el día,  se da mucho pisto y riñe a los criados como en los tiempos dorados de Versalles. Pontificaba a Manuela con discursos sobre el amor al trabajo bien hecho y el declive de los buenos modales.

Los Pallières: Viven en la sexta planta. Sabine Pallières es la esposa de un un pez gordo de la industria armamentística…y la madre de Antoine; y otrosí, Sabine Pallières es la hija de un pendón con abrigo de visón que forma parte del comité de lectura de una importantísima editorial y que está tan enjaezada de joyas, que a veces, teme que pueda desplomarse por el peso. El hijo Antoine Pallières es, según Renée, un cretino con trenca verde pino que, tras sus varias carreras en las mejores universidades del país, probablemente irá a difundir la mediocridad de sus ideas de chicha y nabo en un gabinete ministerial de derechas.
Los animales:
Parlamento y Constitución: Son las mascotas de los Josse. Estos gatos, según Paloma, no tienen más entendimiento que la aspiradora. Constitución es, según la descripción de la señora Renée, una encantadora gatita color caramelo, con el hociquito rosa bombón, bigotes blancos y almohadillas lila…de tres años de edad.
León: Gato de la señora Michell. Su nombre es en honor al escritor ruso León Tolstoi.
Athéna: Es la whippet de los Meurisse, que parece un esqueleto recubierto por una costra de cuero beis. Su dueña es Anne Helènne Meurisse que según Paloma es el mismo modelo de mujer que Diane Badoise, pero con veinticinco años de intervalo.
Neptune: Es el cocker rojizo de los propietarios del tercero derecha del edificio. Renée tiene especial simpatía, pues él se obstina en ser un perro cuando su ama quiere hacer de él un caballero: Es un sátiro lúbrico, que jadea de manera anticipada, con la cabeza llena de fantasías. Para la señora Renée es más bien un yankee hambriento.
Kitty y Levin: Son los dos gatos del Sr. Ozu. Sus nombres se deben a los personajes de la novela de Tolstoi, Anna Karenina.

## Publicación en español
- 2007 - La elegancia del erizo. Seix Barral.[2]

## Adaptación al cine
La novela fue adaptada al cine en 2008 bajo el título "Le Hérisson" (El erizo en español) y la dirección de Mona Achache.